# Ćelije (Chorwacja)
Ćelije – wieś w Chorwacji, w żupanii vukowarsko-srijemskiej, w gminie Trpinja. W 2011 roku liczyła 121 mieszkańców.